# Jeane Kirkpatrick

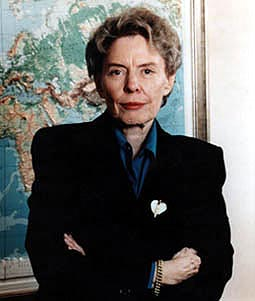
Jeane Jordan Kirkpatrick

Jeane Jordan Kirkpatrick (ur. 19 listopada 1926, zm. 7 grudnia 2006) – amerykańska dyplomatka. Była doradcą prezydenta Ronalda Reagana ds. polityki zagranicznej podczas kampanii wyborczej w 1980 roku i podczas sprawowania urzędu. Zaczęła karierę w Partii Demokratycznej, by z czasem stać się aktywistką Partii Republikańskiej. Jako pierwsza kobieta w historii amerykańskiej dyplomacji pełniła funkcję ambasadora Stanów Zjednoczonych przy Organizacji Narodów Zjednoczonych.
Autorka nowej doktryny w polityce zagranicznej USA (Doktryna Kirkpatrick).